# STORM LOVER
『STORM LOVER』（ストーム・ラバー）は、2010年8月5日にディースリー・パブリッシャーからPlayStation Portable用に発売された恋愛アドベンチャーゲーム。乙女ゲームにも該当する。
同作は、週刊ファミ通クロスレビューでシルバー殿堂入りした。
2011年8月4日にはファンディスク『STORM LOVER 夏恋!!』（ストーム・ラバー なつこい）が、2012年8月5日にはリメイク版『STORM LOVER 快!!』（ストーム・ラバー かい）（以下、快!!）がそれぞれ発売された。『快!!』も、週刊ファミ通クロスレビューでシルバー殿堂入りした。
2013年6月20日にはメインキャラクターが変更された続編『STORM LOVER 2nd』（以下、2nd）が発売された。
新シナリオの『冬恋』など追加要素のあるPlayStation Vita用ソフトとして移植され、『STORM LOVER V』（ストーム・ラバー ブイ）が2015年12月23日に発売された。その際、レーティングがCERO：C（15才以上対象）に上がっている。続編の『2nd』も同様に追加要素を加えたPS Vita版が発売された（レーティングはそのまま）。

## 概要
都内有数の進学校「セントルイス・ハイ 」を舞台に学園の生徒として約１年間の高校生活をおくることに。本作の特徴として、期間中ならば付き合ったり別れたりが自由で、時には三角関係に発展することもある。組み合わせに制約はなく相手を自由に交換できるが、条件を満たすことで各キャラクターのルートに入っていきエンディングを迎える。交際を順調に進めると「バカップル」になったり、連絡をとらないでおくと「倦怠期」になったり。自由に交際関係を代えたり、任意でメールを送ったりできる自由さが本作最大の特徴である。

## ストーリー

### 本編
高校2年生の五十嵐由奈は、親の都合で有名私立高校「セントルイス・ハイ」に転校することになる。そこは生徒の自主性を重んじる自由な校風で、生徒たちはそろいもそろって個性派ばかりだった。そして、平凡な主人公にもさまざまな出会いが訪れ、嵐のような1年を過ごすことになる。
体育祭や文化祭、放課後のちょっとした会話、気が重い試験や、突然の電話といった何気ない毎日のなかで、人間関係は目まぐるしく変わってゆく。

### 夏恋
舞台は夏の臨海学校。「三角関係」から「バカップル」まで、濃密な2泊3日を楽しむことができる。新攻略対象キャラクターに犬塚千尋、相馬隆志、さらに新キャラクターの椎名が加わる。
最初から恋人モード、急恋愛モードの2つのうちどちらかを選ぶことができる。恋人モードでは最初から恋人関係になることが可能で「バカップル」、「三角関係」、恋人モード用のイベントの発生などがある。急恋愛モードではキャラクターと恋に落ちる過程を楽しむことができ、犬塚千尋、相馬隆志、椎名はこちらのモードでしか攻略することができない。
デートイベント、呼び出しイベント、夢枕イベント、嫉妬イベント、乱入イベント、三角関係イベントなど、特別な条件を満たすと発生する特殊イベントが数多くあり、親密度の高いキャラクターにプレゼントを贈ることもできる。すべてのキャラクターごとに異なるストーリーを楽しめる。

## 登場人物

### 主人公
五十嵐 由奈
声 - なし
名前変更可能。高校２年の４月に転校してくる転校生。

### メインキャラクター
卯都木 悠人（うづき ゆうと）
声 - 羽多野渉
高校3年生の生徒会長。自信家でややナルシスト。家は財閥で、裕福な家庭に育ったため一般人の感覚とずれてるところがあるが、自身の女性関係のトラブルまで丸くは収めてしまうほどのカリスマ性があり生徒達からの信頼は厚い。
御子柴 恭介（みこしば きょうすけ）
声 - 寺島拓篤
高校2年生で主人公のクラスメイト。乱暴そうに見えるが、根は真面目で成績は学年でもトップクラス。また意外と面倒見が良く3人の姉の面倒も見ている。ボクシングは将来を期待されるほどの腕前。悠人と併せて「KYコンビ」と呼ばれている。
寅谷立夏（とらたに りっか）
声 - 梶裕貴
高校1年生で、いつもイタズラばかりする後輩。主人公にもよくちょっかいを出し、イタズラが多いため生徒会からはマークされており恭介たちとは面識がある。さくらんぼパフェが好物で、恋愛に関してはウブな一面を持つ。
巳城タクミ（みしろ たくみ）
声 - 三浦祥朗
高校2年生だが、実は出席日数が足りず1回留年している。都内に一人暮らしで、デイトレードをして生計を立てている。学校に来ることは稀であったが、主人公が転校してきてからは来ることが増える。悠人は去年はクラスメイト。
辰原奏矢（たつはら そうや）
声：宮野真守
高校2年生で、恭介とは犬猿の仲。インディーズバンドを結成しており、ギターボーカルを担当。運動神経は抜群だが、頭はそんなに良くない。通称「たっつん」。下着はブリーフ派。
猪狩澪（いかり みお）
声 - 浪川大輔
高校3年生の、電波系な先輩。いつも謎の生物「ケセランパセラン」を追っている。唐突な行動が多く、よく周囲を困惑させることが多いが、本人は無自覚。趣味の写真はプロもうなる腕前。基本敬語だが自分が使われるのは苦手。

### サブキャラクター
酉水司（すがい つかさ）
声 - 安元洋貴
主人公のクラスの担任教師。日本文化に造詣が深く、茶道部の顧問をしているのに担当教科は数学。実家は伝統芸能の家元。幼少より三味線をやっている。千尋は、大学時代の先輩にあたる。
犬塚千尋（いぬづか ちひろ）
声 - 小野坂昌也
セントルイス・ハイの保健医。30歳とは思えない見た目とアクティブさでナンパを趣味としている。女性と男性で天と地ほど態度が変わるが、女性からの人気は高い。司は大学時代の後輩。
相馬隆志（そうま たかし）
声 - 木村良平
高校2年生で、主人公のクラスメイト。明るく活発で交友関係は広い。剣道部では、エースとして活躍中。ヤキソバが好き。
申谷和果菜（しんたに わかな）
声 - 広橋涼
高校2年生。
丑木尚美（うしぎ なおみ）
声 - 浅野真澄
高校3年生。
高未三咲（たかみ みさき）
声 - 野中藍
高校1年生。

### 夏恋!!からの登場キャラクター
椎名
声 - 岡本信彦
叔父の経営する海の家で働いている少年。何かというとすぐお金を要求し、常に人をからかった喋り方をするなど、ドSで腹黒。

## OP・ED曲

### 本編
OP「Daydream labyrinth」
作詞 - 高林祐樹 / 作曲 Chris / 歌 - 悠人&恭介（羽多野渉&寺島拓篤）
ED「RE MENBER」
作詞 - 高林祐樹 / 作曲 Chris / 歌 - 悠人&恭介（羽多野渉&寺島拓篤）

### 夏恋!!の曲
オープニングテーマ「Natsukoi Jet-Coaster」
作詞 - 高林祐樹 / 作曲 山本章造 / 歌 - 悠人&恭介（羽多野渉&寺島拓篤）
エンディングテーマ「恋蝉」
作詞 - 高林祐樹 / 作曲 山本章造 / 歌 - 悠人&恭介（羽多野渉&寺島拓篤）

### 快!!の曲
オープニング曲「selfish toxic」
作詞 - 高林祐樹 / 作曲 - 山本章造 / 歌 - 悠人&恭介（羽多野渉&寺島拓篤）
エンディング曲「nameless」
作詞 - 高林祐樹 / 作曲 - 山本章造 / 歌 - 悠人&恭介（羽多野渉&寺島拓篤）

### Vの曲
OPテーマ「Infection」
作詞 - 栄裕美子 / 作編曲 - Mark Ishikawa / 歌 - 悠人&恭介（羽多野渉&寺島拓篤）
ED テーマ「Be your love」
作詞 - 栄裕美子 / 作編曲 - Mark Ishikawa / 歌 - 立夏&タクミ&奏矢&澪（梶裕貴&三浦祥朗&宮野真守&浪川大輔）

## 関連事項

### ラジオ
- ストームラバー警報!（音泉：2010年8月5日 - 2011年10月27日）
  - ラジオCD Vol.1 - 2010年12月29日発売
  - ラジオCD vol.2 - 2011年6月17日発売
  - ラジオCD vol.3 - 2011年9月24日発売
  - ラジオCD vol.4 - 2012年6月27日発売
- ストームラバー警報! 改!（音泉：2015年5月1日 - 2016年1月25日）
  - ストームラバー警報!改! グッズつきラジオCD（ただし収録内容は出張版） - 2015年10月28日発売

### キャラクターソング
- STORM LOVER キャラクターソングCD ―LOVERS COLLECTION―
  1. Vol.1 「LOVE DISC -悠人&恭介-」 2011年5月11日発売
  2. Vol.2 「KISS DISC -立夏&タクミ-」 2011年5月11日発売
  3. Vol.3 「HUG DISC -奏矢&澪-」 2011年8月4日発売

### カップルデートCD
- STORM LOVER カップルデートCD ―LOVERS COLLECTION―
  1. Vol.4 「CELEBRITY DISC -悠人＆タクミ-」 2011年11月30日発売
  2. Vol.5 「ADULT DISC -司＆千尋-」 2011年12月28日発売
  3. Vol.6 「BABY DISC -立夏＆椎名-」 2011年12月28日発売
  4. Vol.7 「COOL DISC -恭介＆奏矢-」 2012年1月31日発売
  5. Vol.8 「CUTE DISC -澪＆隆志-」 2012年1月31日発売

### シチュエーションデートCD
- STORM LOVER シチュエーションデートCD
  1. Vol.1 「悠人&タクミ」 ~その恋、急発進。強引なカレにドライブデートに誘われて~ 2014年5月14日発売
  2. Vol.2 「恭介&澪」 ~その恋、急展開。密室でカレとふたりきりになってしまった~ 2014年5月14日発売
  3. Vol.3 「立夏&奏矢」 ~その恋、急接近。カレと初めての夜、ほろ酔い気分でお泊りデート~ 2014年5月14日発売

### ドラマCD
- STORM LOVER セントルイス・ハイ
  1. ドラマCD ～セントルイス・ハイ 執事喫茶で大騒動!?～ 2010年9月29日発売
  2. ドラマCD ～セントルイス・ハイ 初日の出は君の隣で～ 2010年12月29日発売
  3. ドラマCD ～セントルイス・ハイ 臨海学校 男たちの宴!～ 2011年08月17日発売
- Dramatic CD Collection STORM LOVER
  1. ドラマCD ～My Funny Valentine～ 2011年2月23日発売
  2. ドラマCD ～LOVE STUDY SESSION～ 2011年12月21日発売
  3. ドラマCD ～保健室ラブバトル～ 2012年8月22日発売
  4. ドラマCD ～フォーチュン・ラブ・バトル～ 2013年3月29日発売

### 書籍
- STORM LOVER 公式ビジュアルファンブック 2010年9月17日発売
- STORM LOVER アンソロジー 2010年12月29日発売
- STORM LOVER 夏恋!! 公式ビジュアルファンブック 2011年9月22日発売
- STORM LOVER（シルフ：2011年8月号 - 2011年12月号）
  - 作画・村崎翠で2011年12月22日発売されている。
- STORM LOVER 夏恋!!（シルフ：2012年4月号 - 2012年8月号）
  - 作画・村崎翠で2012年9月22日発売されている。
- STORM LOVER THE 公式ファンブック 2012年10月31日発売
- STORM LOVER スチルセレクション バカップルカスタム!! 2013年3月27日発売

### イベント
- STORM LOVER 春恋嵐（2011年4月30日開催）
  - イベントDVDが2011年8月26日に発売されている。
- STORM LOVER 夏恋嵐（2012年6月10日開催）
  - イベントDVDが2012年10月31日に発売されている。
- STORM LOVER シリーズ合同バカップル祭（2015年9月13日開催）
  - イベントDVDが2016年2月24日に発売されている。

### 舞台

#### 2014年
- 舞台『STORM LOVER ～波打ち際の王子SUMMER!～』というタイトルで2014年5月3日から5月11日に俳優座劇場にて上演された。製作は映劇。

#### 2015年
- 舞台『STORM LOVER ～波打ち際の王子SUMMER!～ 改!!』というタイトルで2015年5月23日 - 31日にCBGKシブゲキ!!にて上演された。製作は2014年版と同じく映劇。

#### キャスト
|            | 2014年     | 2015年     |
| ---------- | ---------- | ---------- |
| 卯都木悠人 | 髙﨑俊吾   | 髙﨑俊吾   |
| 御子柴恭介 | 鷲尾修斗   | 鷲尾修斗   |
| 寅谷立夏   | 植田慎一郎 | 古畑恵介   |
| 巳城タクミ | 五十嵐啓輔 | 五十嵐啓輔 |
| 辰原奏矢   | 松本祐一   | 岸本卓也   |
| 猪狩澪     | 石田知之   | 石田知之   |
| 酉水司     | 樋口夢祈   | 樋口夢祈   |
| 犬塚千尋   | 大島崚     | 大島崚     |
| 相馬隆志   | 高橋健介   | 佐伯亮     |
| 椎名       | 佐奈宏紀   | 瀬戸啓太   |

アンサンブル
- 2014年 - 池田壮、板橋康人、木村祐介、熊井隆太郎、郡司将志
- 2015年 - 池田壮、石川大樹、板橋康人、小川隆将、後藤文嘉、新開理雄、榛葉恵太、山下正揮

#### DVD
| 発売日        | タイトル                                       |
| ------------- | ---------------------------------------------- |
| 2014年9月3日  | 舞台 STORM LOVER ～波打ち際の王子SUMMER～      |
| 2015年9月16日 | 舞台 STORM LOVER ～波打ち際の王子SUMMER 改！～ |

### アプリ
- 嫁コレ
  - 卯都木悠人 2014年10月28日発売
  - 御子柴恭介 2014年12月22日発売
  - 巳城タクミ 2015年1月20日発売
- LINEスタンプ STORM LOVER ＆ STORM LOVER 2nd 2016年4月24日発売